# Циммерит

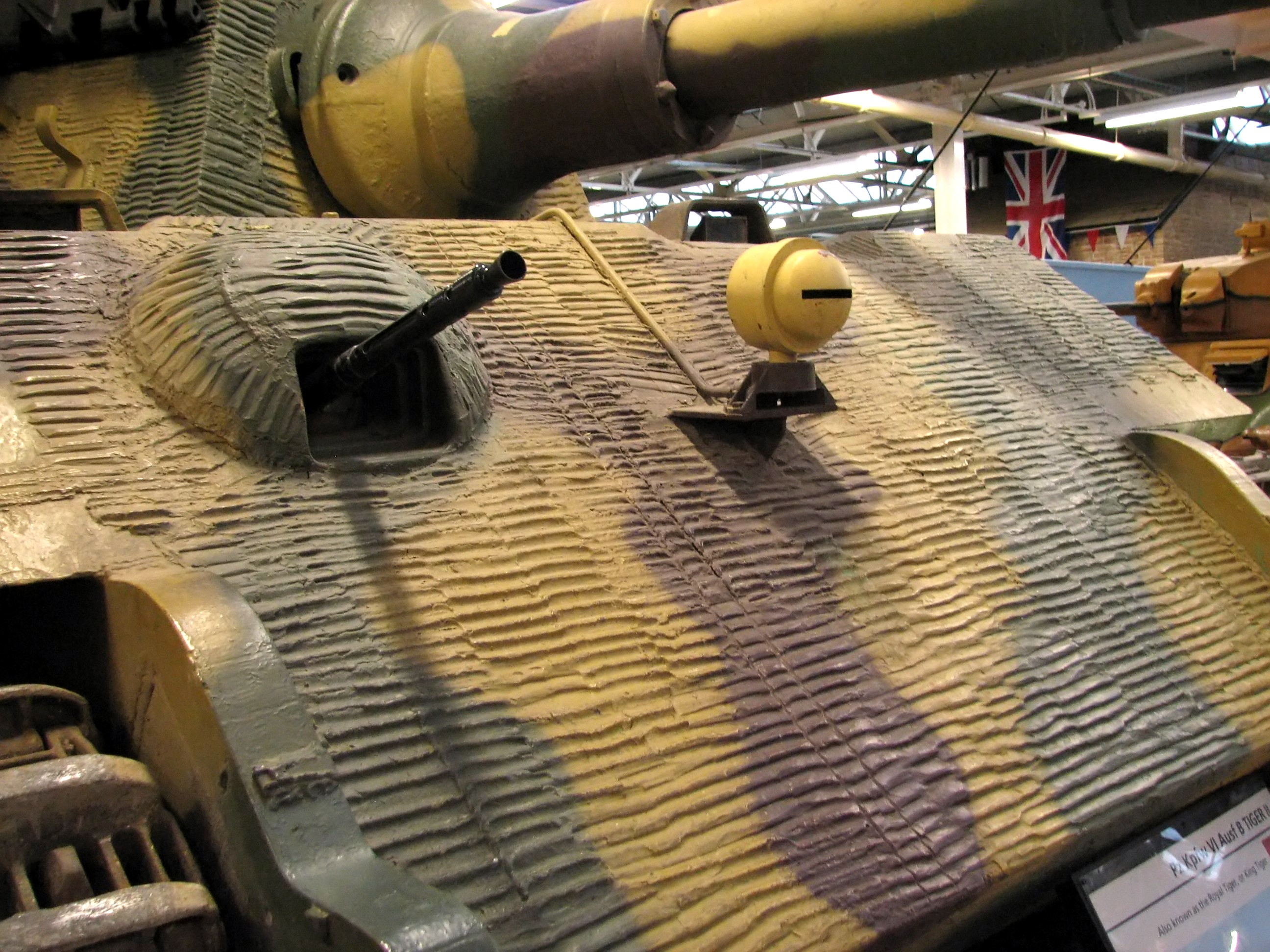
Покрытие «Циммерит» (с горизонтальной текстурой) на танке Тигр II

Циммери́т (нем. Zimmerit) — антимагнитное покрытие, наносимое на поверхность брони немецких танков и САУ периода Второй мировой войны, предназначенное для защиты от противотанковых магнитных мин. Разработано германской фирмой Chemische Werke Zimmer & Co., Берлин.

## История
Использование циммерита началось в середине 1943 года. В сентябре 1944 года производство пасты было остановлено. В последний раз циммерит применялся в октябре 1944 года. Формальной причиной отмены было то, что состав, якобы, мог воспламеняться при обстреле. Было доказано, что это не так, однако приказ отменён не был. Другой причиной было то, что нанесение и сушка пасты требовали до нескольких лишних суток, что в конце 1944 года стало неприемлемо.
Начало применения циммеритной обмазки совпало по времени с появлением на поле боя новых немецких танков типа «Тигр» и «Пантера», против которых стандартные пехотные противотанковые средства (ПТР и противотанковые гранаты) были неэффективны.
После войны исследования подобных материалов вели Великобритания и Канада, но до практического применения дело не дошло. В дальнейшем подобные материалы на танках никогда не использовались из-за полного исчезновения ручных противотанковых магнитных мин и появления у пехоты несравнимо более эффективных видов оружия, таких, как противотанковые гранатомёты.

## Принцип действия
Покрытие служило препятствием для установки магнитных мин, поскольку основное вещество в его составе, сульфат бария, характеризуется низкой магнитной восприимчивостью. Так как магнитное поле убывает пропорционально кубу расстояния, достаточно было нанести относительно небольшое количество циммерита на поверхность брони, чтобы установка мины оказалась невозможной. Назначение характерной волнистой текстуры покрытия, достигаемой использованием зубчатого шпателя, состояло в том, чтобы создавать как можно большее расстояние между поверхностью брони и корпусом магнитной мины, используя при этом возможно меньшее количество материала покрытия (его массы) при сохранении необходимой высоты, а также создавало дополнительную шероховатость поверхности, уменьшая тем самым возможную полезную площадь прилегания мины.

## Состав и технология нанесения
Состав:
- 40 % сульфата бария — BaSO4,

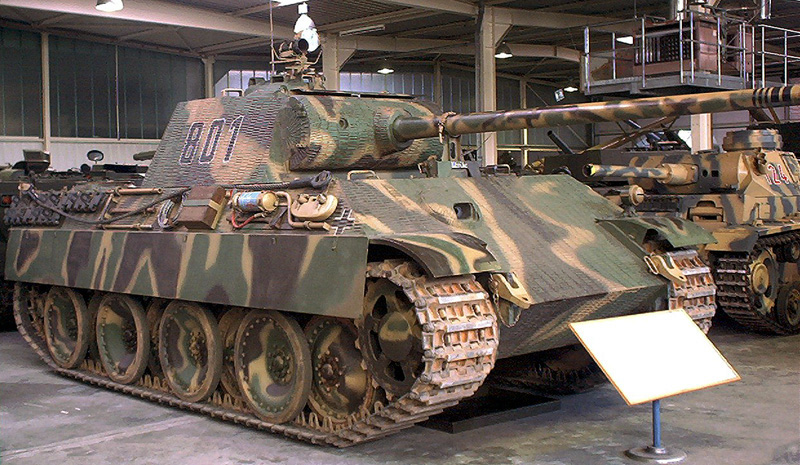
Танк «Пантера», покрытый циммеритом

- 25 % связующего вещества Movilith 20 (на основе поливинилацетата)
- 15 % пигмента охры
- 10 % наполнителя (опилки),
- 10 % сульфида цинка ZnS,

Материал, имевший консистенцию мастики или мягкой пасты, поступал на танковые заводы и в ремонтные мастерские.
Циммерит содержал легкоиспаримый растворитель с запахом ацетона. Поверхность танка перед применением циммерита не нуждалась в какой-либо обработке, тем не менее, броня обычно предварительно покрывалась антикоррозийной грунтовкой.
Циммерит наносился вручную металлическими шпателями в два слоя. Первый слой имел толщину около 5 мм и клетчатый вид, который выполнялся боковой частью шпателей. Этот слой оставляли на 24 часа при нормальной температуре, чтобы он стал твёрже. Клетчатая насечка наносилась, чтобы улучшить прилипание следующего слоя. Второй слой наносился тоньше первого и металлическим гребнем ему придавался уже волнистый рисунок в целях камуфляжа, а также чтобы затруднить установку мин. Характерный «гребёнчатый» или «клетчатый» рисунок покрытия также служил для уменьшения площади покрытия, которое осыпалось при попадании в него пуль и осколков.
После нанесения обоих слоёв поверхность подвергалась обработке паяльными лампами для удаления растворителя-пластификатора. Такая «сушка» одного танка длилась около часа. Без обработки паяльными лампами циммерит твердел за 8 дней.